# هاشم ارکان
هاشم ارکان (زاده ۲۱ آبان ۱۳۲۱ _ درگذشته ۱۶ آبان ۱۳۷۴) بازیگر، نویسنده و کارگردان سینما، تئاتر و تلویزیون ایرانی بود.

## زندگی
هاشم ارکان ۲۱ آبان ۱۳۲۱ در یزد به دنیا آمد. در سال ۱۳۵۴ در رشته بازیگری از دانشکده هنرهای دراماتیک دانشگاه تهران فارغ‌التحصیل شد. آغاز کار هنری او با شرکت در کلاس‌های بازیگری تئاتر آناهیتا بود.

## فیلم‌شناسی[۲]

### سینمایی
| سال  | نام فیلم  | نقش | کارگردان      | توضیحات |
| ---- | --------- | --- | ------------- | ------- |
| ۱۳۷۳ | روز واقعه |     | شهرام اسدی    |         |
| ۱۳۷۳ | سربلند    |     | فتحعلی اویسی  |         |
| ۱۳۷۲ | آخرین خون |     | منوچهر مصیری  |         |
| ۱۳۶۷ | باو       |     | فتحعلی اویسی  |         |
| ۱۳۵۶ | گزارش     |     | عباس کیارستمی |         |

### مجموعه تلویزیونی
| سال  | نام فیلم       | نقش | کارگردان      | توضیحات |
| ---- | -------------- | --- | ------------- | ------- |
| ۱۳۶۰ | سربداران       |     | محمدعلی نجفی  |         |
| ۱۳۵۰ | دلیران تنگستان |     | همایون شهنواز |         |

### فیلم کوتاه
| سال  | نام فیلم         | نقش | کارگردان         | توضیحات |
| ---- | ---------------- | --- | ---------------- | ------- |
| ۱۳۵۵ | لباسی برای عروسی |     | عباس کیارستمی    |         |
| ؟    | قلق              |     | پرویز امیرافشاری |         |
| ۱۳۶۲ | کبوتر            |     | علی‌اصغر عسگریان  |         |